# ديفيد تايلور (مصارع رياضي)
ديفيد تايلور (بالإنجليزية: David Taylor)‏ هو مصارع رياضي أمريكي، ولد في 5 ديسمبر 1990 في رينو في الولايات المتحدة.

## روابط خارجية
- ديفيد تايلور على موقع قاعدة بيانات المصارعة الدولية (الإنجليزية)
- ديفيد تايلور على موقع أوليمبيديا (الإنجليزية)
- ديفيد تايلور على موقع اللجنة الأولمبية والبارالمبية الأمريكية (الإنجليزية)